# テテヴェン
テテヴェン（Teteven (ブルガリア語: Тетевен, 発音 [ˈtɛtɛvɛn])）は、ブルガリア北西部の町、およびそれを中心とした基礎自治体。ロヴェチ州に属する。バルカン山脈のふもと、ヴィト川（Вит / Vit）の両岸に広がる。

## 歴史

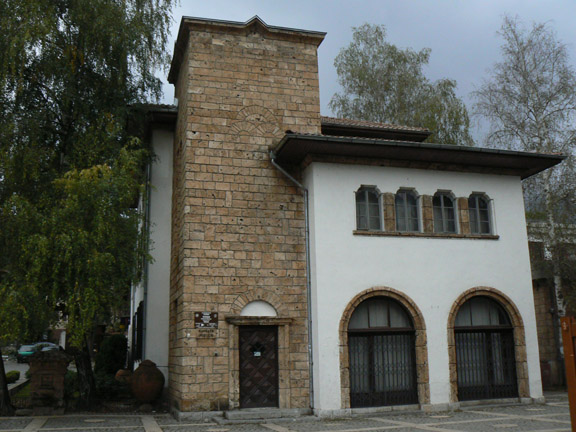
テテヴェン歴史博物館

テテヴェンは1421年の文書に初めて記録される。町の名前はテテョ（Тетьо / Tetyo）という人物の一族にちなむと考えられる。テテョはこの地方に初めて住み、ここに町を築いた人物である。町の古い名前にはテテュヴェン（Тетювен / Tetyuven）やテテュヴェネ（Тетювене / Tetyuvene）といったものがある。
16世紀から17世紀にかけて町は栄えたが、トルコ人による略奪者集団によって1801年に襲撃され、町は焼き払われ、破壊された。3000軒あった家屋のうち残されたのは4軒のみであった。後に町は復興され、19世紀にはブルガリアの独立を求める武力闘争が起こり、ヴァシル・レフスキによる内部革命組織の革命家を保護した。
毎年、夏になるとテテヴェンではチェスのトーナメントが開かれる。これはブルガリアで最大のチェスの催しである。2006年に開かれた第21回大会では、ブルガリア各地からあつまった130人の選手が参加した。

## テテヴェンにちなむもの
南極大陸のサウス・シェトランド諸島にあるリヴィングストン島のテテヴェン氷河（Teteven Glacier）は、テテヴェンにちなんで命名された。

## 町村
テテヴェン基礎自治体（Община Тетевен）には、その中心であるテテヴェンをはじめ、以下の町村（集落）が存在している。
| 町/村           | キリル文字      | 人口 (2009年12月) |
| --------------- | --------------- | ----------------- |
| テテヴェン      | Тетевен         | 10,613            |
| Babintsi        | Бабинци         | 272               |
| Balgarski Izvor | Български извор | 1,304             |
| Cherni Vit      | Черни Вит       | 722               |
| Divchovoto      | Дивчовото       | 187               |
| Galata          | Галата          | 2,532             |
| Glogovo         | Глогово         | 1,472             |
| Glozhene        | Гложене         | 1,059             |
| Golyam Izvor    | Голям извор     | 529               |
| Gradezhnitsa    | Градежница      | 1,789             |
| Malka Zhelyazna | Малка Желязна   | 144               |
| Ribaritsa       | Рибарица        | 1,137             |
| Vasilyovo       | Васильово       | 256               |